# Puddingfabriek (Groningen)
De Puddingfabriek is een bedrijfsverzamelgebouw in de Nederlandse stad Groningen. De Puddingfabriek staat direct ten zuidoosten van het Groninger hoofdstation in de Rivierenbuurt aan de Viaductstraat.

## Beschrijving
Het pand is tussen 1931 en 1932 gebouwd naar een ontwerp van het Groninger architectenbureau Kuiler en Drewes, geleid door Jan Kuiler en Lucas Drewes.
De Puddingfabriek is een sober vormgegeven, uit baksteen opgetrokken U-vormig gebouw met elementen van de Amsterdamse School, waarvan de open zijde naar het spoorwegemplacement is gekeerd. Het pand telt twee bouwlagen en heeft een groot plat dak. Op de noordwestelijke vleugel van de Puddingfabriek is een markante opbouw gesitueerd. Het binnenplein van het gebouw is van de Viaductstraat afgescheiden door een hoge gemetselde muur, met daarin een grote toegangspoort, geflankeerd door twee kleinere. De oostelijke daarvan is niet meer als zodanig in gebruik en dient nu als toegang tot een transformatorhuisje.
Van binnen is de Puddingfabriek ongeveer 2.000 m² groot. In het pand zijn ongeveer dertig kleinere bedrijven en zelfstandige ondernemers gevestigd, die zich bezighouden met media, ICT en architectuur. Ook vinden er regelmatig activiteiten plaats op het gebied van kunst en commercie.

## Geschiedenis
De oorsprong van de fabriek ligt bij de Joodse familie Polak, die van origine uit de Duitse landstreek rond Weener kwam. Abraham Josef Polak verkocht aanvankelijk in Wildervank koloniale waren, maar registreerde in 1899 de merknaam American Pudding (later A.J.P.). Hij was kort daarvoor begonnen met de fabricage van puddingpoeder, een Britse uitvinding. Deze pudding zou een groot succes worden. Zijn zoons Moritz en Eduard zagen een kans en kochten in 1903 een pand aan de Hereweg 9 en 11 en vestigden hier de puddingfabriek Polak. Abraham Josef en Moritz openden in 1912 ook een distirbutiestation met verpakkingsafdeling in Weener, gevolgd door een nieuwe fabriek aan de Bahnhofsstraße in 1918. Van daaruit wisten zij de pudding in heel Duitsland aan de man te brengen via meer dan 100 handelsagenten. Moritz overleed in 1921 en zijn vader twee jaar later in 1924.
Stadjers noemden het bedrijf ook wel 'droge' Polak (of 'puddingpolak') omdat er ook een 'natte' Polak ('ranjapolak') was aan de Petrus Campersingel (in 1923 had hij zelfs drie fabrieken), waar hun achterneef David Polak ranja (een aanmaaklimonade) produceerde. De beide families hadden Nathan Abraham Polak (1763-1835) als stamvader, maar waar de 'natte' Polakken overtuigde zionisten waren, waren de 'droge' Polakken juist vroom en antizionistisch.
Begin jaren 1930 groeide het bedrijf uit haar jasje en werd besloten tot de bouw van een nieuwe fabriek aan de Viaductstraat achter de fabriek. Het oorspronkelijke gebouw aan de Hereweg werd vervolgens verbouwd tot kantoren met bovenwoningen. Eduard Polak overleed al een dag na de opening van het nieuwe bedrijfsgebouw in november 1932. Zijn zonen Abraham en Benno Polak waren toen reeds werkzaam binnen het bedrijf als commissaris en jurist. Tijdens de Tweede Wereldoorlog werden de bedrijven in Groningen en Weener geconfisqueerd door de bezetter, het gebouw in Groningen in juli 1941 toen de verordening werd afgekondigd dat joden moesten worden 'verwijderd' uit het bedrijfsleven. Abraham en Benno Polak werden samen met hun gezinnen opgepakt en vervolgens vermoord in de gaskamers van het concentratiekamp Auschwitz.
Het bedrijf lag ondertussen geen dag stil en draaide verder onder leiding van de Duitse bewindvoerder Wilhelm Fogelei uit Hanover en Verwalter (bewindvoerder) Wilhelmus Josephus Duyker, die na de oorlog na een tijd te hebben vastgezeten van 1951 tot 1974 mededirecteur was van concurrent puddingfabriek Atlanta aan de Hoge der A. Directeur Wiard Popkes van de dochterfabriek in Weener (die het bedrijf aldaar reeds 'geariseerd' had) wist fiduciair van de fabriek te worden en deze zo voor de neus van concurrent Dr. Oetker weg te kapen. Hij wist tijdens de oorlog de fabriek echter niet over te nemen door een langlopende deviezenstrafzaak tegen hem en omdat de Duitse leiding bedrijven in de bezette gebieden liever toewees aan frontliniestrijders.
Na de oorlog waren er geen leden van de familie Polak meer in leven om het bedrijf voort te zetten, maar nog wel enkele commissarissen van Joodse afkomst. De fabricage werd ondertussen uitgebreid met bitterkoekjes, vanillesuiker en zelfrijzend bakmeel en ook werden er maizena en gedroogde groenten verpakt en verkocht. In de jaren 1950 voerde de Puddingfabriek de reclameleus ’’Als Je Pudding kiest …, kies je A J P !’’ In 1957 kreeg het bedrijf weer een Joodse directeur in de persoon van Benjamin van Hasselt, maar omdat hij meer een onderwijzer dan een ondernemer was, liepen de zaken voor het bedrijf niet erg goed meer. Het bedrijf werd daarop in 1963 gesloten en de merknaam A.J.P. werd overgekocht door het bedrijf Honig. Niemeijer vestigde vervolgens een koffie- en theeafdeling in het gebouw. De fabriek in Weener bleef onder verschillende eigenaren in bedrijf tot 1997. In 1993 kocht het bedrijf RUF Lebensmittelwerk in Quackenbrück het merk Polak en verkoopt tot op heden amandelpudding onder de naam Polak Mänelchen pudding.
Van 1975 tot 1997 was in het gebouw het Gemeentearchief van Groningen gevestigd. Daarna stond het pand leeg, tot het in 2000 voor 1,3 miljoen gulden (ca. 590.000 euro) werd verkocht aan een projectontwikkelaar, die het liet omvormen tot een bedrijfsverzamelgebouw.
De Puddingfabriek werd op 22 februari 2003 officieel geopend door Karin Dekker, toen wethouder van Financiën, Personeel & Organisatie en Cultuur van Groningen.

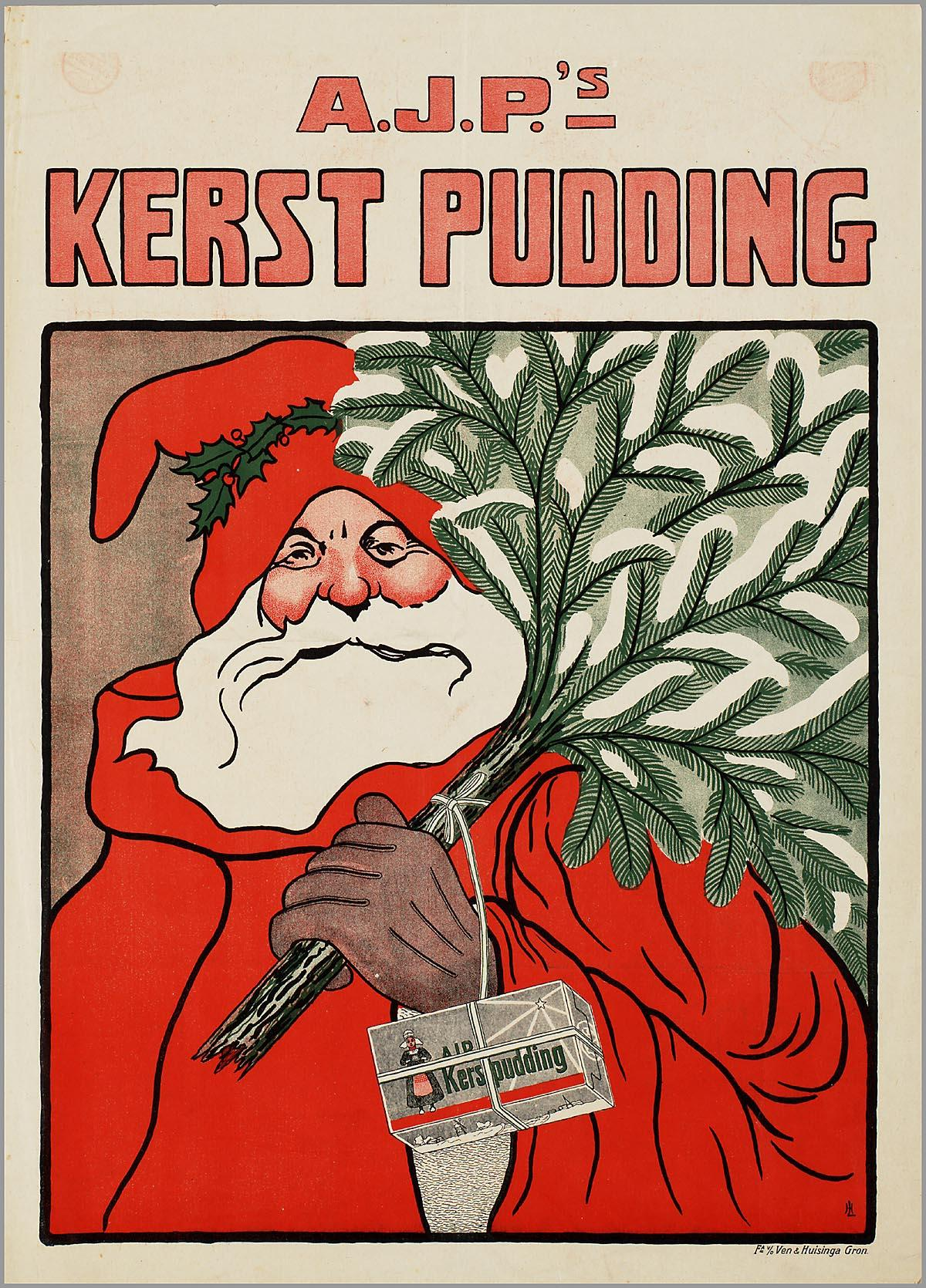
Affice voor A.J.P.'s Kerstpudding uit het begin van de 20e eeuw
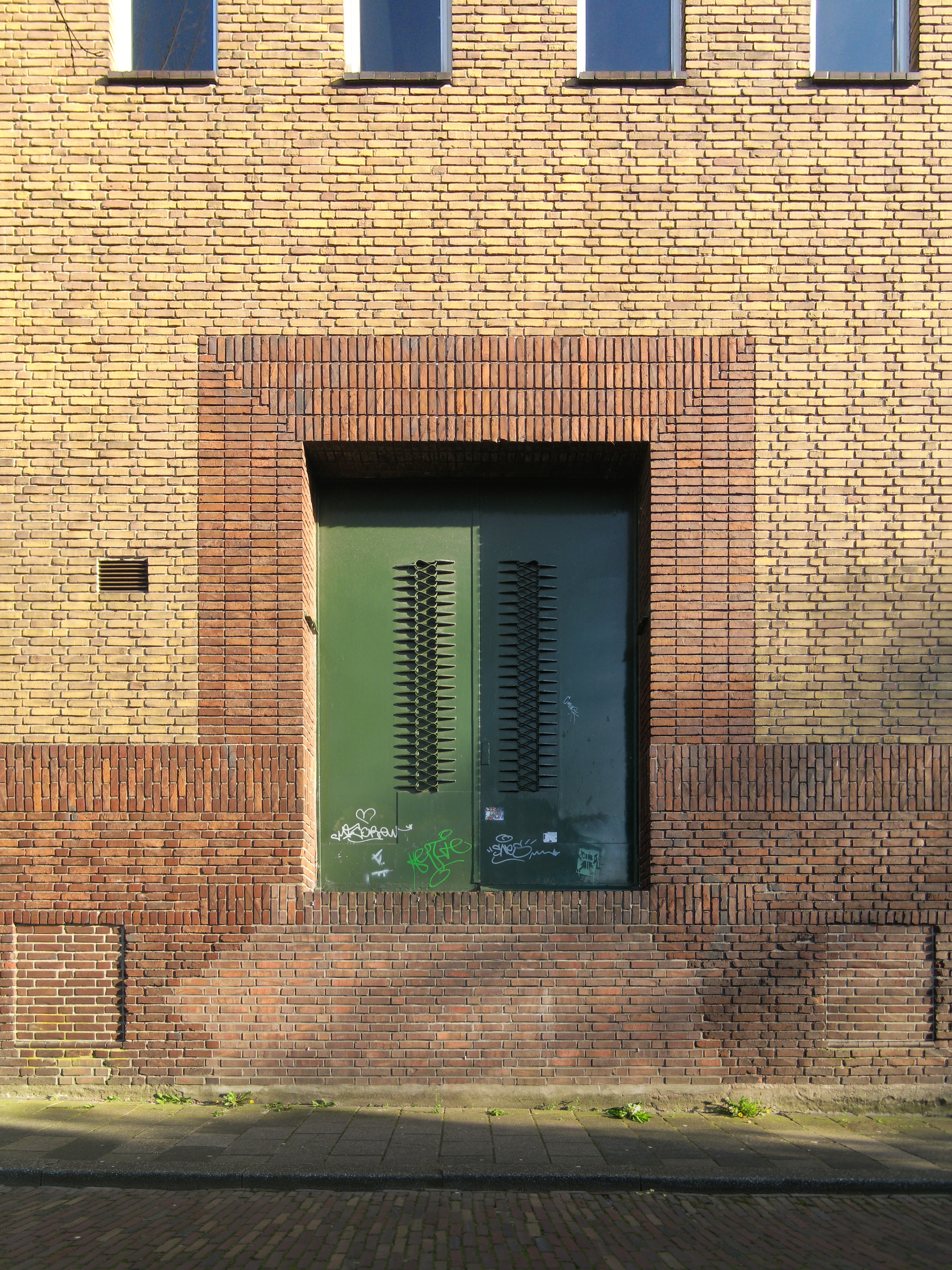
Laaddeuren in de voorgevel (2014)
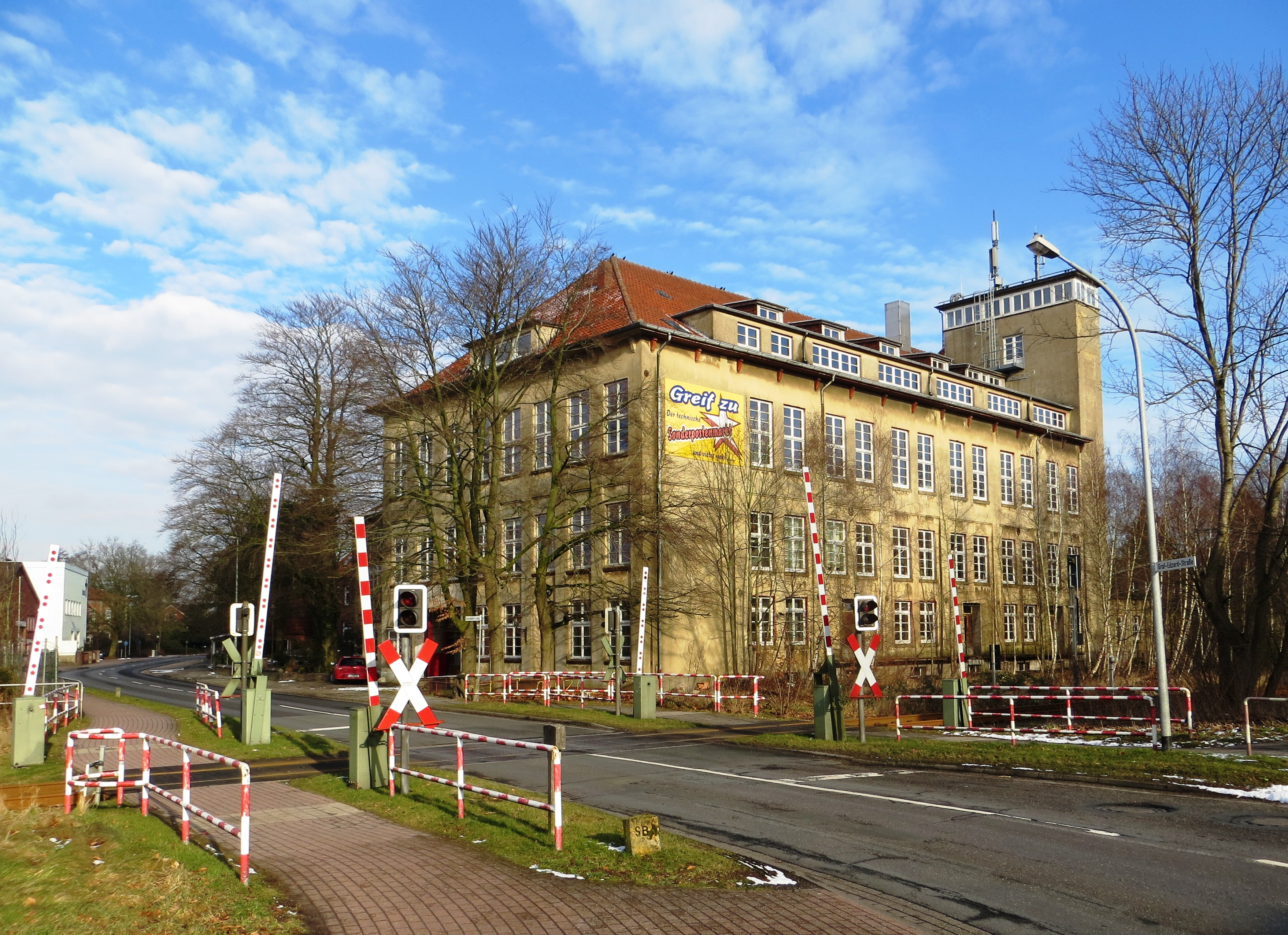
De voormalige puddingfabriek van Polak in Weener (2013)